# Église Sainte-Geneviève de Mont-Sainte-Geneviève
L'église Sainte-Geneviève est un édifice religieux catholique sis à Mont-Sainte-Geneviève (commune de Lobbes), dans la province de Hainaut, en Belgique. Datant des XVIe siècle et XVIIIe siècle elle est lieu de culte de la communauté paroissiale catholique. 
L'église n'est pas classée mais elle est inscrite à l'Inventaire du Patrimoine Culturel Immobilier depuis 1983. Des travaux de reconstruction et de restauration de l'édifice vont bientôt débuter. Ils font suite à un incendie survenu le mardi 24 mai 2016.

## Localisation
L'église Sainte-Geneviève se situe sur le côté Nord de la place du village de Mont-Sainte-Geneviève, juste à côté de l'école communale. L'entrée de l'église se situe face au sentier de Bonne-Espérance, chemin par lequel venaient les prêtres chanoines prémontrés de l'Abbaye de Bonne-Espérance qui desservirent la paroisse jusqu'en 1821.

## Historique
Le bâtiment actuel a été bâti au XVIe siècle et modifié au XVIIIe siècle. La nef ainsi que le transept datent en effet du XVIe siècle. Ils furent construits dans un style gothique hennuyer. Le chœur, la tour ainsi que l'agrandissement des collatéraux datent quant à eux du XVIIIe siècle et reprennent d'anciens matériaux, d'anciennes pierres probablement de l'église précédente.
Dans un rapport à l'intention de l'évêque de Cambrai réalisé par le Doyen de Binche après sa visite dans la paroisse le 4 septembre 1740, il y ressort que l'église est dans un bon état général et que le clocher abrite trois cloches.
Vers 1902, d'importants travaux de réparation sont effectués par l'architecte Alexandre Simon de Trazegnies et la couverture du clocher est refaite en 1994 à la suite de la chute de matériaux. À cette occasion, une fête est organisée pour la mise en place du nouveau coq doré.
Malheureusement, un court-circuit survenu 22 ans plus tard au niveau du thermostat permit à l'autel de la Vierge de se consumer et la chaleur produite, liée à un apport d'air servant à évacuer les fumées, mit le feu à tout l'édifice. Très rapidement, les villageois, attachés à ce lieu de culte qui est également un élément historique et emblématique du village, se sont mobilisés afin de sauver les éléments du mobilier qui pouvaient encore l'être. Plus de 5 ans plus tard, une partie du mobilier sauvé est restaurée mais l'édifice, toujours debout, n'a pas encore été reconstruit.

## Description

### L'extérieur
L'église Sainte-Geneviève est une construction réalisée en briques rouges, pierres calcaires et grès local. Elle est constituée d'une nef à 2 travées entourée de 2 collatéraux et recouverte d'une longue toiture d'ardoises. Cette nef, ainsi que le transept, sont de style gothique hennuyer et font partie des plus anciens éléments de l'édifice religieux. Ce style est encore observable malgré les remaniements ultérieurs. 
Les deux autres éléments principaux de l'architecture de l'édifice sont la tour et le chœur de l'église qui datent tous deux du XVIIIe siècle. La tour de trois niveaux est coiffée d'une flèche d'ardoises sur base pyramidale portant à son sommet une croix en fer forgé surmontée d'un coq doré. Le clocher, dont la base de sa face Ouest est en pierres de taille, surmonte le porche d'entrée du bâtiment. Le premier étage de la tour est percé d'un œil-de-bœuf cerclé de pierres bleues et les baies en plein cintre qui forment les ouïes sont en alternance de briques et de pierres calcaires. 
Le chœur possède 4 fenêtres à vitraux. Le soubassement du cœur est en moellons de grès et il réemploie en partie des pierres plus anciennes, datant du XVIe siècle. Ces pierres bleues se trouvent principalement aux angles du chevet. 
Les soubassements saillants des murs Nord et Sud de l'église sont également en moellons bruts du XVIe siècle et en pierres bleues. Ces deux murs sont percés de 2 fenêtres chacun, datant de la modification des collatéraux durant les années 1700. Les percements du côté Nord sont de type tournaisien et le bas-côté Sud est également percé par une porte avec un encadrement gothique en pierre du XVIe siècle. Il s'agit de la porte des morts. C'était par là qu'étaient sortis les cercueils pour rejoindre le cimetière qui entourait alors l'église. Le linteau de la porte, en forme d'accolade, est sculpté de deux visages dans sa partie supérieure. Le mur Ouest est quant à lui construit sur les deux-tiers de sa hauteur en moellon local. 
Construit sur une base saillante identique au mur Sud décrit précédemment, le transept datant du XVIe siècle permet encore d'observer le style gothique de l'édifice. Il possède des angles et des corniches en pierres bleues et c'est ce même matériau de construction qui est utilisé pour les baies à vitraux dont celle du côté Nord est de taille supérieure. À l'arrière du transept se situent deux appentis plus récents dont un des murs a été construit autour d'une pierre tombale provenant de l'ancien cimetière. Cette croix à la mémoire de membres de la famille Bughins a été érigée en 1674.

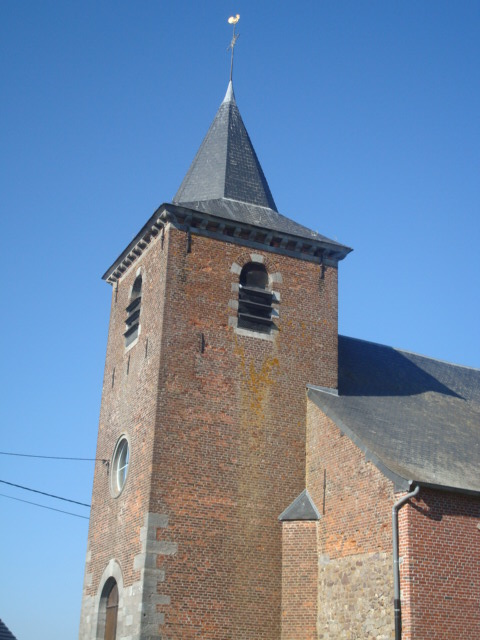
Clocher de l'église Sainte-Geneviève.
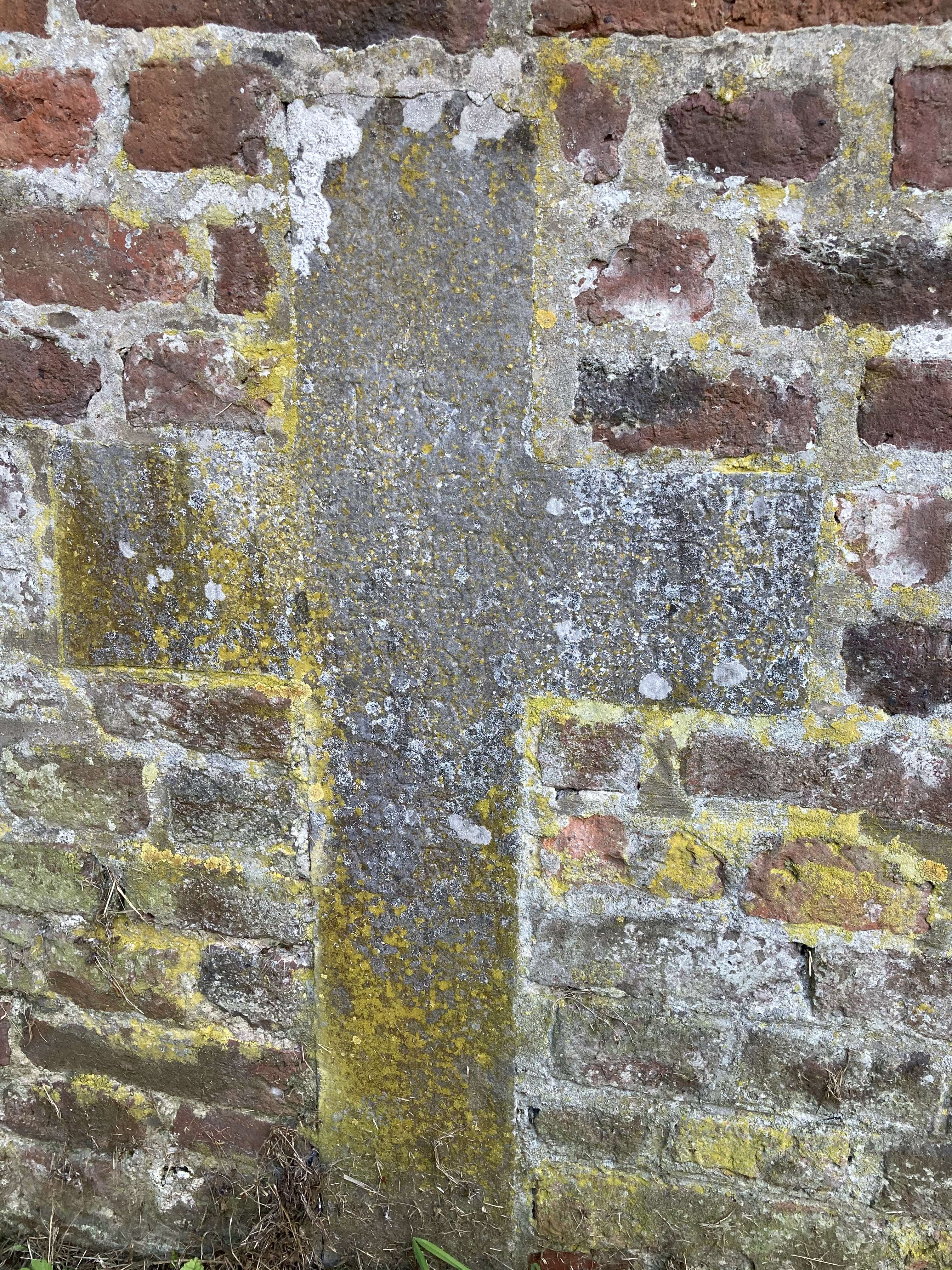
Croix de pierre - mur église Sainte-Geneviève.
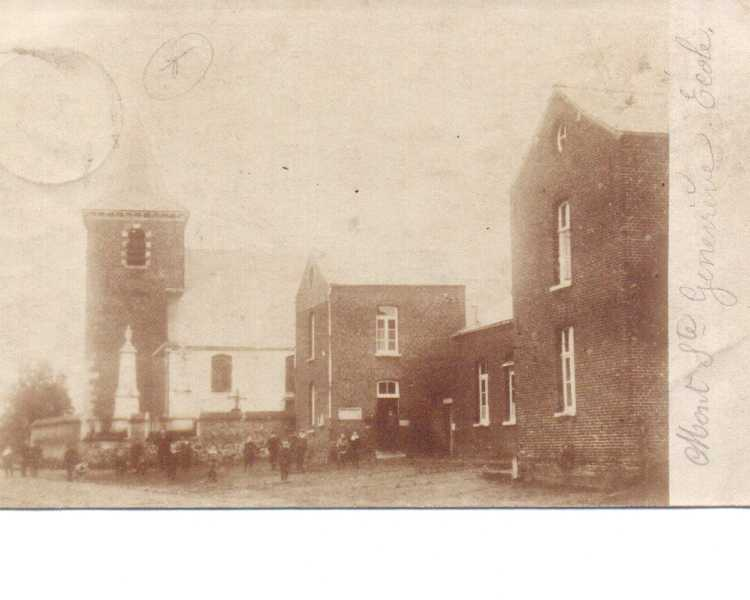
Église close par le cimetière, fin du XIXe siècle.
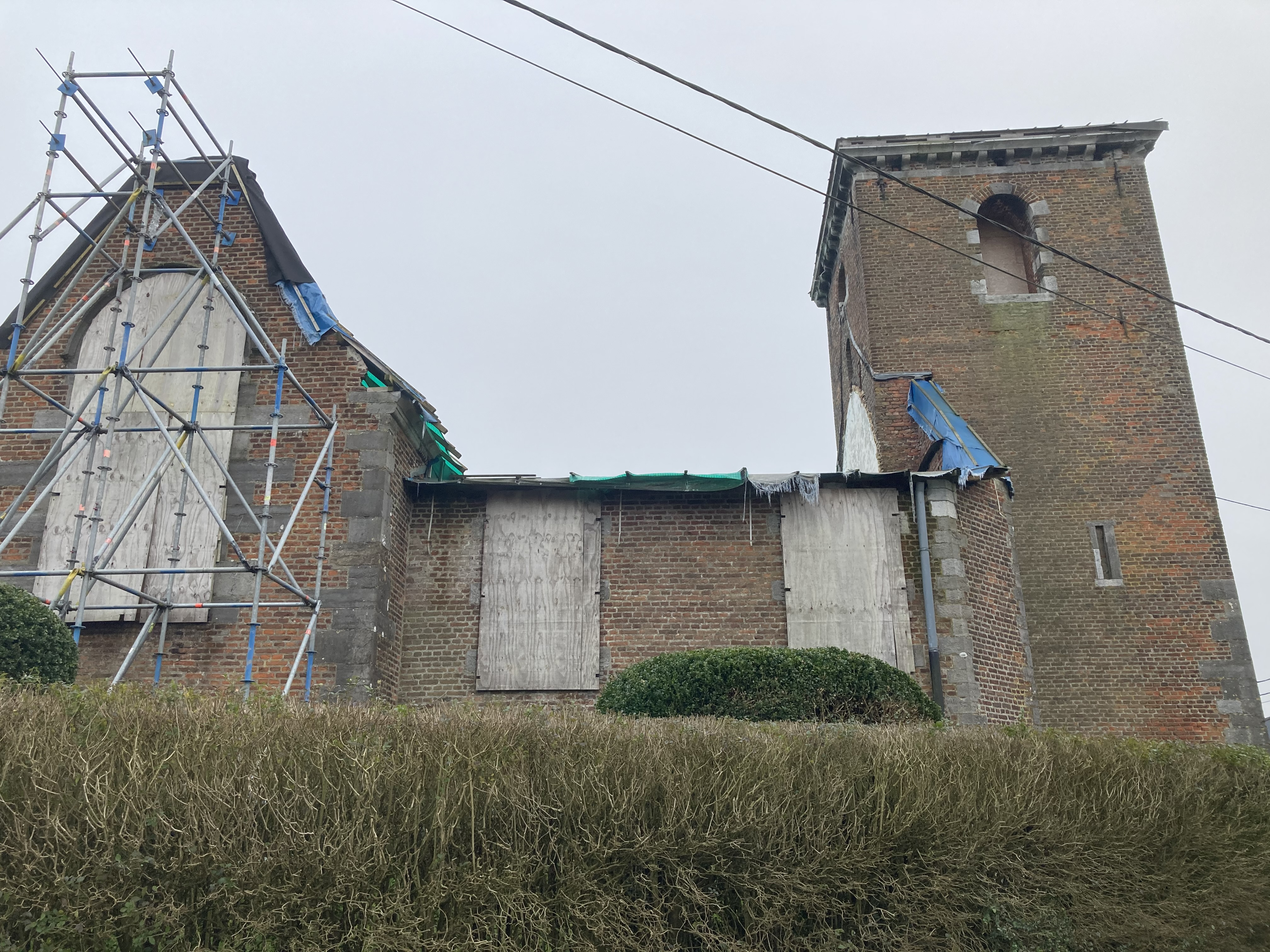
Église de Mont-Sainte-Geneviève, dans l'attente de sa reconstruction.

### L'intérieur
À l'intérieur de l'église, le style gothique hennuyer s'observe au niveau du transept mais aussi au niveau des arcs et des colonnes de pierre calcaire carbonifère de la nef centrale. Il s'agit là des plus anciens éléments visibles de l'église car son intérieur a par la suite été enduit et stuqué lors des travaux d'agrandissement du XVIIIe siècle. Ce sont d'ailleurs ces travaux qui permirent au chœur de l'église de posséder un plafond Louis XV.  
La plupart des pièces du mobilier telles que les trois autels, les lambris et le confessionnal datent également du siècle de ces grands travaux d'aménagements. Toutes ces pièces sont en bois de chêne peint et reprennent les mêmes éléments décoratifs.  
L'autel majeur dont l'antependium porte le monogramme de Jésus date du milieu du XVIIIe siècle, comme les autels latéraux dédiés à la Vierge Marie et à sainte Geneviève. Le retable baroque date quant à lui du début du siècle et est entouré d'un grand nombre de pièces sculptées dont des colonnes en bois marbré et un pélican nourrissant ses petits. Ce dernier surmonte un trône d'exposition présentant un Calice surmonté de l'Hostie. Cette vue peut être modifiée en fonction de la liturgie par un mécanisme de rotation. Ce retable, sur lequel est sculptée en hauteur la colombe du Saint-Esprit, renferme une toile d'une vue de Jérusalem devant laquelle se trouve le calvaire sculpté vers 1600. Le Christ est entouré par une statue en bois de saint Jean et de la Vierge réalisé vers 1700.  
Les 2 autres retables de style baroque datent du premier ou du deuxième tiers du XVIIIe siècle. Ils sont en bois marbré et celui de sainte Geneviève est sculpté de têtes d'angelots. Cet autel latéral renferme un reliquaire de sainte Geneviève offert par l'archevêque de Paris, François Richard de La Vergne, le 14 août 1889 au curé de la paroisse Firmin Gaudiobus. Ce reliquaire gothique date du  XVIe siècle et a été restauré au XIXe siècle. Avant la Révolution Française, la paroisse possédait un reliquaire en argent soutenu par deux anges ainsi qu'une autre portable où se trouvaient les reliques de sainte Geneviève et d'une des compagnes de sainte Ursule. Elles avaient été reconnues par Fénélon.
Le chemin de croix présent sur les murs de l'église a été érigé par le curé P. J. Staumont en 1858 après en avoir reçu l'autorisation de l'évêque de Tournai. C'est également ce prêtre resté 51 ans dans le village qui fit repeindre l'église en juillet 1846.

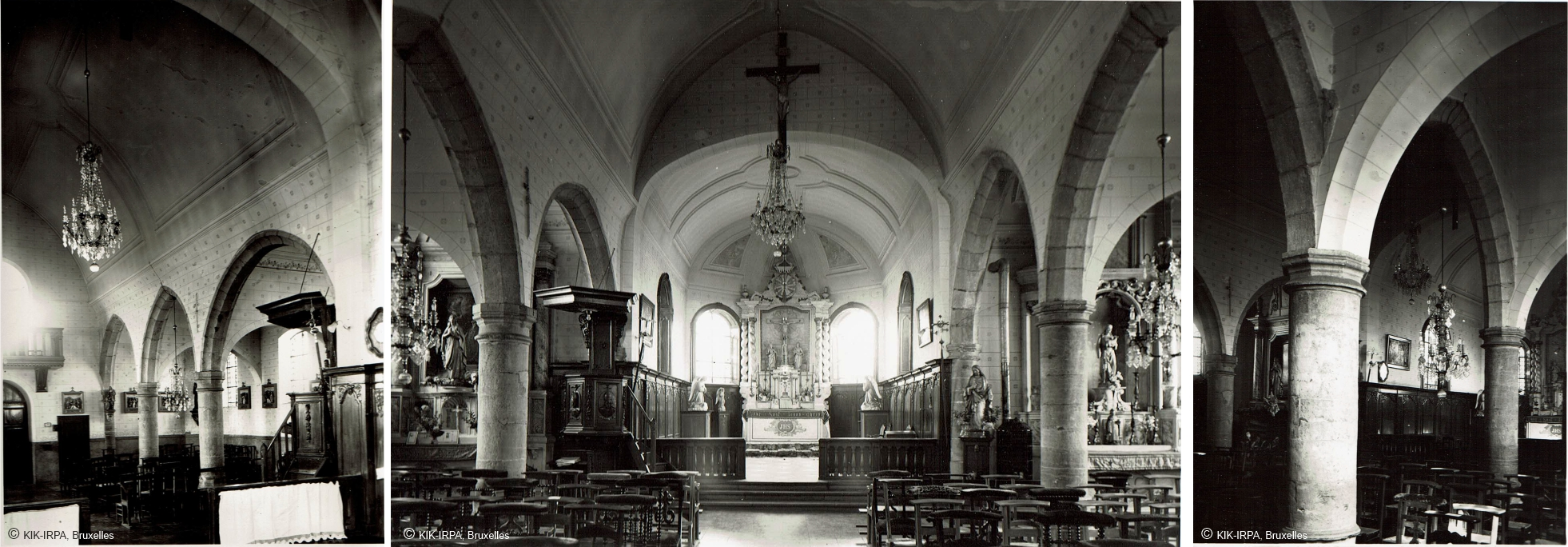
Intérieur de l'église Sainte-Geneviève en 1944-45 © KIK-IRPA, Bruxelles.

Un siècle plus tard, en 1964, la chaire de vérité et le banc de communion sont vendus par l'abbé Waterloos afin de faire placer un tabernacle dans les lambris du chœur. Des travaux de peintures sont également apportés à l'église vers la fin 1981, sous l'abbé Bouttefeux. Ce rafraichissement de l'intérieur de l'église a pour effet d'effacer les motifs et les frises peintes sur les murs mais les précédents travaux dataient de 1933.
Les fonts baptismaux actuellement placés dans le chœur de l’église sont taillés dans de la pierre bleue. C’est en 1554 que l’évêché de Cambrai autorisa le village à posséder cette cuve dans ce qui est alors une chapelle. Elle fut placée cette même année et sa forme rappelle celle d'un calice à huit faces. Non loin de là, se trouve au sol une pierre tombale en forme d'obiit en pierre bleue de 82 centimètres de côté. Il s'agit de la tombe de Pierre Losson, seul prêtre de la paroisse à être inhumé dans l'église. On peut y lire : "Ci gît le révérend Monsieur frère Pierre Losson, de cette église durant 18 ans vice cure, de l'église de Bonne Espérance chanoine régulier, qui mourut l'an du seigneur 1720 le 11 février, de son âge 54 de sa profession religieuse de sacerdoce 24 pour le repos duquel lecteur prie bien pour que au plus vite il repose en paix. Amen."

## Annexe